# Собор Святого Иоанна Непомуцкого (Зренянин)
Собор Святого Иоанна Непомуцкого (серб. Катедрала Светог Ивана Непомука) — католический собор в городе Зренянин, Сербия. Кафедральный собор епархии Зренянина, памятник архитектуры. Расположен в историческом центре города, на главной площади — площади Свободы (серб. Трг Слободе/Trg slobode).

## История
В 1333 году в Бечкереке (историческое название Зренянина) существовал католический приход со своим священником. Этот приход был уничтожен во времена османского владычества. Повторное основание католического прихода произошло после изгнания турок в 1722 году, первая временная часовня для габсбургских солдат была открыта в 1723 году. В 1758 году по приказу императрицы Марии Терезии началось строительство кирпичной католической церкви в стиле барокко, которое было завершено в 1762—1763 годах.

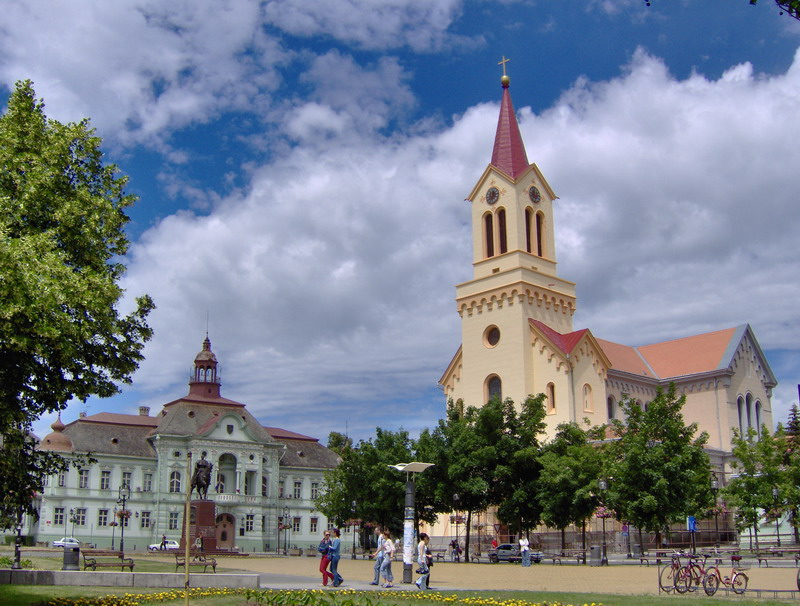
Храм в архитектурном комплексе площади Свободы

К середине XIX века храм в Бечкереке пришёл в непригодное для использования состояние, колокольня угрожала обрушением. Здание было разрушено в 1863 году, а в следующем году началось строительство нового храма. В связи с быстрым ростом католического населения новая и более мощная церковь была спроектирована в стиле романтического классицизма архитектором Франком Ксавером Брандайсом (Franz Xaver Brandeisz).  Строительство проводилось за счёт казны и личных средств епископа Шандора Бонназа, завершилось в 1868 году освящением храма во имя святого Иоанна Непомуцкого. Храм был построен в неороманском стиле. 
Образ св. Иоанна Непомуцкого в центре главного алтаря и образ Пресвятой Девы Марии в правом алтаре были созданы видным венгерским художником Берталаном Секеем, а алтарный образ левого алтаря, святого апостола Иакова, выполнил художник Аугуст Мантлер. Прочее внутреннее убранство храма выполнено под руководством местного художника Йожефа Гойгнера. Орган, в настоящее время установленный в храме, сделан в 1907 году в Темешваре.

## Архитектура
Собор Святого Иоанна Непомуцкого представляет в плане латинский крест с поперечным трансептом. С северной стороны к основному объёму примыкает полукруглая апсида, главный южный фасад венчает высокая башня над входом.
Все три исторических алтарных образа сохранились и украшают собой интерьер храма. Своды богато расписаны сценами из Библии: Св. Троица, Христос в Гефсиманском саду, Христос благословляет детей, Христос учит народ, Вознесение Девы Марии, Давид с гуслями в окружении ангелов. Стены также расписаны фресками на библейские темы авторства Йожефа Гойгнера.